# Фарнакіас
Фарнакіас (страчений у 423 до н. е. ) - євнух, прихильник перського царя Секудіана.
Після смерті Артаксеркса I у 424 до н. е. між його синами розпочалася боротьба за владу. Спочатку царем став законний спадкоємець Артаксеркса Ксеркс II. За словами Ктесія, Фарнакіас мав великий вплив на Ксеркса. Однокровний брат царя Секудіан, син Артаксеркса від Алогуни, залучив Фарнакіаса та деяких інших впливових осіб (включаючи Меностана ) на свій бік, і Ксеркс після 45-денного правління був убитий у власній спальні. Коли наступного року до влади прийшов ще один син Артаксеркса - Дарій II, Фарнакіас був страчений через закидання камінням, а взятий під варту Меностан наклав на себе руки.